# Zuid-Wervik
Zuid-Wervik (Frans: Wervicq-Sud) is een gemeente in het Franse Noorderdepartement (Frans: département du Nord) (regio Hauts-de-France). De plaats maakt deel uit van het arrondissement Rijsel. Aan de overkant van de Frans-Belgische grens, die gevormd wordt door de Leie, ligt het West-Vlaamse Wervik. De gemeente telde 5.446 inwoners op 1 januari 2022.

## Geschiedenis
In 1667 werd Zuid-Wervik, feitelijk een voorstad van Wervik, veroverd door de troepen van Lodewijk XIV van Frankrijk, en in 1713 werd de grens in verband met de Vrede van Utrecht definitief, waarmee de stad in tweeën werd gedeeld. De Leie werd een staatsgrens en scheidde de stad in een Frans Wervik (nu Wervicq-Sud) en een Oostenrijks Wervik. Voor de bevolking bleef de stad echter één geheel. De Sint-Medarduskerk bleef voor beide stadsdelen, bijvoorbeeld de parochiekerk. Pas in 1802 werd Zuid-Wervik een zelfstandige parochie.
In de loop van de 19e eeuw deed de industrialisatie haar intrede. Veel Belgische arbeiders werden door deze textielfabrieken aangetrokken. Vanaf 1870 kwamen er ook stoommachines.
Op 4 en 5 oktober 1914 werd de stad door de Duitse troepen ingenomen, waarbij de brug over de Leie werd opgeblazen. Zuid-Wervik werd een soort herstellingsoord voor Duitse militairen. De fabrieken werden leeggeplunderd of vernietigd. Op 17 oktober 1918 werd Zuid-Wervik bevrijd. Veel fabrieken kwamen echter niet meer terug. Tijdens de Tweede Wereldoorlog werd de nieuwe brug naar België opnieuw opgeblazen, nu door de Britten. Op 4 september 1944 werd Zuid-Wervik bevrijd door Britse troepen. In 1955 werd een nieuwe brug geopend.
Nadien breidde de stad zich nog met enkele wijken uit, en bleef er nog enige textielindustrie.

## Bezienswaardigheden

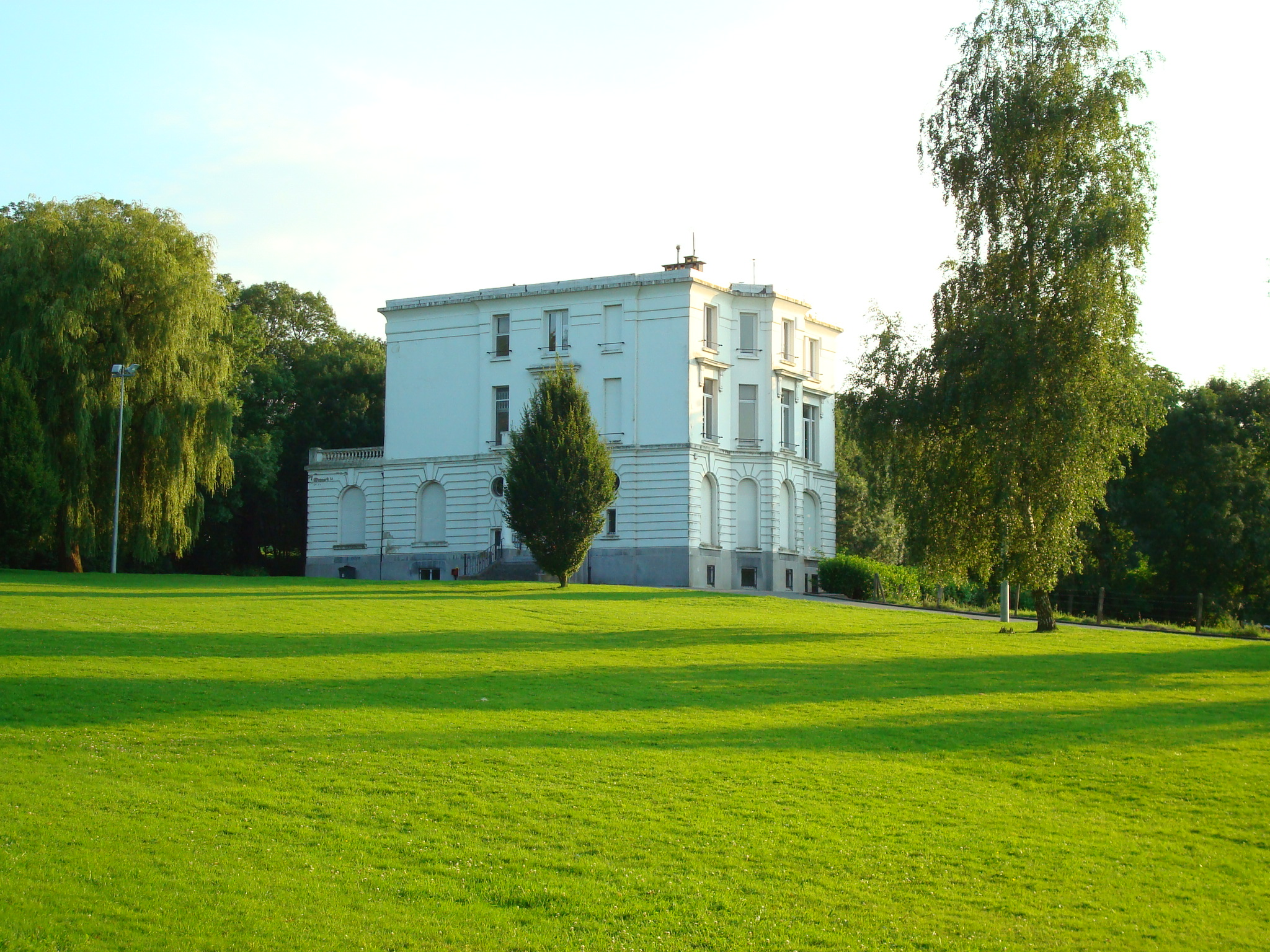
Het Wit Kasteel

- De Onze-Lieve-Vrouw-Onbevlekt-Ontvangenkerk (Église de l'Immaculée-Conception)
- Het parkdomein Dalle-Dumont met het Wit Kasteel op de Franse Berg (La Montagne)
- Het Deutscher Soldatenfriedhof Wervicq-Sud, een Duitse militaire begraafplaats uit de Eerste Wereldoorlog

## Geografie
De oppervlakte van Zuid-Wervik bedroeg op 1 januari 2022 5,09 vierkante kilometer; de bevolkingsdichtheid was toen 1.069,9 inwoners per km². Zuid-Wervik ligt op de rechteroever van de Leie op een hoogte van ongeveer 15 meter.

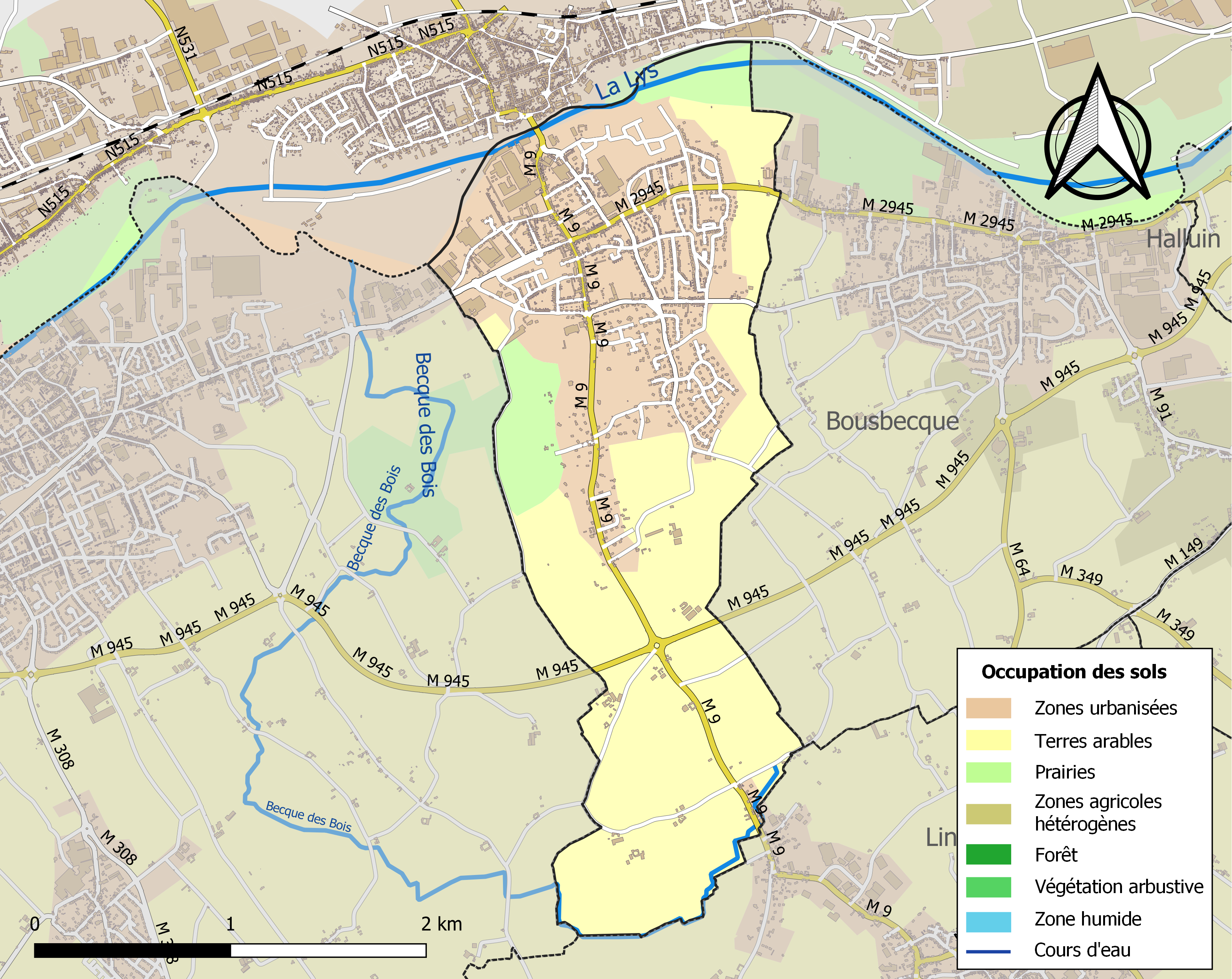
Kaart van de gemeente met belangrijkste infrastructuur, bodemgebruik en omliggende gemeenten

## Demografie
Onderstaande figuur toont het verloop van het inwonertal (bron: INSEE-tellingen).

## Partnersteden
- België: Wervik, West-Vlaanderen

## Nabijgelegen kernen
Bousbecque, Linselles, Komen, Wervik